# NGC 1434
NGC 1434 este o galaxie lenticulară situată în constelația Eridanul. A fost descoperită în 1886 de către Frank Muller. Se află la o distanță de 115,35 megaparseci de Pământ.